# Idaea fuscaria
Idaea fuscaria är en fjärilsart som beskrevs av Pierre Chrétien 1917. Idaea fuscaria ingår i släktet Idaea och familjen mätare. Inga underarter finns listade i Catalogue of Life.